# Огденсбург (Њу Џерзи)
Огденсбург (енгл. Ogdensburg) град је у америчкој савезној држави Њу Џерзи.

## Демографија
По попису из 2010. године број становника је 2.410, што је 228 (-8,6%) становника мање него 2000. године.
| Група             | 2000.         | 2010.         |
| Белци             | 2.481 (94,0%) | 2.184 (90,6%) |
| Афроамериканци    | 4 (0,2%)      | 8 (0,3%)      |
| Азијати           | 19 (0,7%)     | 44 (1,8%)     |
| Хиспаноамериканци | 110 (4,2%)    | 151 (6,3%)    |
| Укупно            | 2.638         | 2.410         |